# Себу
Себу (себ. Sugbo, таг. Cebu) је острво и провинција у архипелагу Филипина, које припада подручју Централне Висаје. Налази се измађу острва Негрос и Лејте. Преко два моста је повезано са острвом Мактан. 
Ово острво је открио Фердинанд Магелан 1521, а погинуо је априла исте године на суседном Мактану. 
Себу има површину од 5.088,4 km² и 3.848.919 становника (податак из 2007). Највећи град на острву је Себу Сити (798.809 становника 2007). То је уједно и најстарији град Филипина. На острву се говори језик себуано, који је добио име по овом острву.
Себу је једно од привредно најразвијенијих подручја Филипина. Главне привредне гране су туризам, електронска и информатичка индустрија, узгој пиринча, шећерне трске и рударство (бакар, злато, сребро, молибден). 